# Tappeh-ye Mowlā
Tappeh-ye Mowlā (persiska: تپّه مولا, تَپِّه مُولا, تِپِ, تَپِّه) är en ort i Iran.   Den ligger i provinsen Markazi, i den nordvästra delen av landet, 290 km sydväst om huvudstaden Teheran. Tappeh-ye Mowlā ligger 2 171 meter över havet och antalet invånare är 307.
Terrängen runt Tappeh-ye Mowlā är lite kuperad.Runt Tappeh-ye Mowlā är det ganska tätbefolkat, med 54 invånare per kvadratkilometer. Närmaste större samhälle är Komāzān, 19,8 km norr om Tappeh-ye Mowlā. Trakten runt Tappeh-ye Mowlā består i huvudsak av gräsmarker.